# أصول مالية

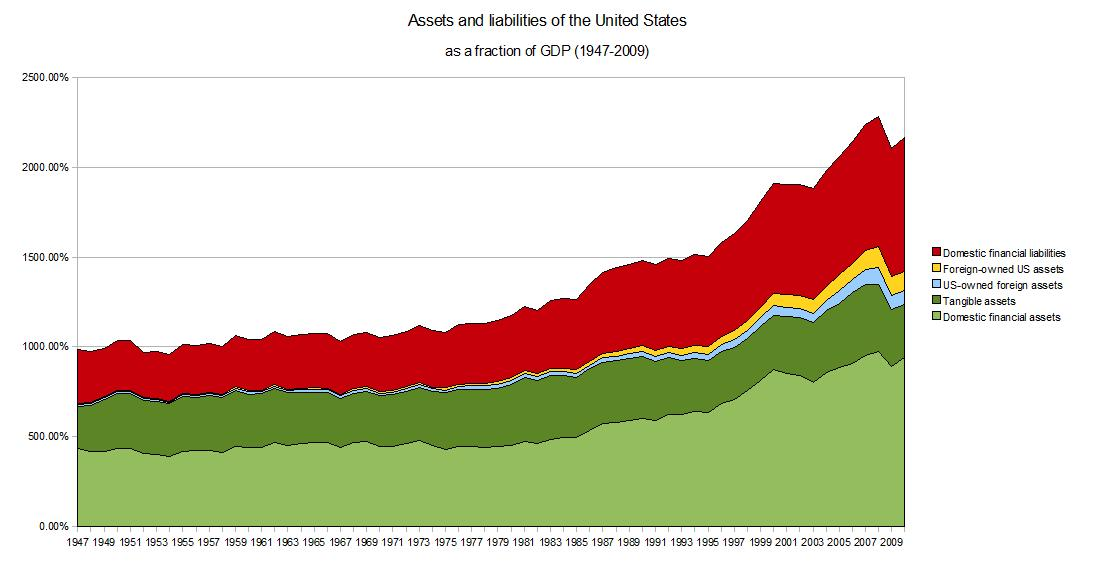

الأصول المالية (بالإنجليزية: Financial asset)‏ هي أصول غير مادية يتم اشتقاق قيمتها من مطالبة تعاقدية، مثل الودائع المصرفية والسندات والمشاركة في رأس مال الشركات. عادة ما تكون الأصول المالية أكثر سيولة من الأصول الملموسة الأخرى، مثل السلع أو العقارات.
تتعارض الأصول المالية مع الأصول غير المالية وحقوق الملكية التي تشمل الممتلكات المادية (تسمى أحيانًا الأصول العقارية) مثل الأراضي أو العقارات أو السلع والأصول غير الملموسة مثل الملكية الفكرية، مثل حقوق النشر وبراءات الاختراع والعلامات التجارية والبيانات وما إلى ذلك.

## أنواعها
وفقًا للمعايير الدولية لإعداد التقارير المالية (IFRS)، يمكن أن يكون الأصل المالي:
- نقدًا أو ما يعادله،
- أدوات حقوق الملكية لكيان آخر،
- الحق التعاقدي لاستلام النقد أو أي أصل مالي آخر من كيان آخر أو تبادل الأصول المالية أو الالتزامات المالية مع كيان آخر في ظل ظروف يحتمل أن تكون مواتية للكيان،
- العقد الذي سيتم أو يمكن تسويته في أدوات حقوق الملكية الخاصة بالمنشأة ويكون إما غير مشتق تكون المنشأة أو قد تكون ملزمة بتلقي عدد متغير من أدوات حقوق الملكية الخاصة بالمنشأة، أو مشتقة من شأنها أو قد تكون كذلك تمت تسويتها بخلاف تبادل مبلغ نقدي ثابت أو أصل مالي آخر مقابل عدد ثابت من أدوات حقوق الملكية الخاصة بالمنشأة.[5]

## معالجة الأصول المالية بموجب IFRS
1. تصنيف الأصول المالية بغض النظر عن الصندوق والحسابات المالية الأخرى:
تصنف الأصول المالية إلى [1]:
1. الأصول المالية المثبتة : وهي الأسهم والسندات والحقوق التي يكون للمؤسسة القدرة والرغبة على الاحتفاظ بها لفترة طويلة ، والى تاريخ إلى تاريخ استحقاقها في حالة السندات، وتسجل في ح27 المثبتات المالية الأخرى. وتصنف الأصول المالية المثبتة بدورها إلى [2] :
[1] المديرية العامة للضرائب قانون الضرائب المباشرة والرسوم المماثلة، وزارة المالية. ص 95
[2] أبو نصار محمد، حميدات جمعة معايير المحاسبة والإبلاغ المالي ،الدولية، دار وائل للنشر، عمان، الطبعة الثالثة 2014 ص 64
بموجب المعايير الدولية لإعداد التقارير المالية، يتم تصنيف الأصول المالية إلى أربع فئات عامة تحدد الطريقة التي يتم بها قياسها والإبلاغ عنها:
- الأصول المالية «المحتفظ بها للمتاجرة» - أي التي تم حيازتها أو تكبدها بشكل أساسي لغرض البيع، أو هي جزء من محفظة بها دليل على جني أرباح قصيرة الأجل، أو مشتقات - يتم قياسها بالقيمة العادلة من خلال الربح أو خسارة.
- يتم تصنيف الأصول المالية ذات الدفعات الثابتة أو القابلة للتحديد وتاريخ الاستحقاق الثابت والتي يجب أن تكون الشركة مستعدة وقادرة على الاحتفاظ بها حتى تاريخ الاستحقاق كاستثمارات «محتفظ بها حتى تاريخ الاستحقاق». يتم قياس الاستثمارات المحتفظ بها حتى تاريخ الاستحقاق إما بالقيمة العادلة من خلال الربح أو الخسارة بالتخصيص، أو يتم تحديدها على أنها أصول مالية متاحة للبيع بالتخصيص.
- تعتبر الموجودات المالية ذات المدفوعات الثابتة أو القابلة للتحديد وغير المدرجة في سوق نشط «قروضًا ومدينين». يتم أيضًا قياس القروض والمدينين إما بالقيمة العادلة من خلال الربح أو الخسارة بالتخصيص أو يتم تحديدها على أنها أصول مالية متاحة للبيع بالتخصيص.
- يتم تصنيف جميع الأصول المالية الأخرى على أنها أصول مالية «متاحة للبيع» ويتم قياسها بالقيمة العادلة من خلال الربح أو الخسارة حسب التصنيف.[6]

بالنسبة للموجودات المالية التي يتم قياسها بالقيمة العادلة من خلال الربح أو الخسارة بالتخصيص، يكون التخصيص ممكنًا فقط بالمبلغ الذي تم الاعتراف به في البداية. علاوة على ذلك، لا يمكن التخصيص لأدوات حقوق الملكية التي لا يتم تداولها في سوق نشط ولا يمكن تحديد قيمتها العادلة بشكل موثوق. مزيد من المتطلبات (البديلة) للتعيين هي على سبيل المثال على الأقل انخفاض واضح في «عدم التطابق» مع الأصول أو الالتزامات المالية الأخرى، تقييم داخلي وإعداد تقارير وتوجيه بالقيمة العادلة، أو عقد مشترك مع مشتق مضمّن غير جوهري وقد يكون منفصل. فيما يتعلق بالموجودات المالية المتاحة للبيع بالتخصيص، يكون التخصيص ممكنًا فقط بالمبلغ الذي تم الاعتراف به في البداية أيضًا. ومع ذلك، لا توجد قيود أو متطلبات أخرى.